# The Vale
The Vale är en ort i Mauritius.   Den ligger i distriktet Rivière du Rempart, i den nordvästra delen av landet, 17 km nordost om huvudstaden Port Louis. The Vale ligger 22 meter över havet och antalet invånare är 3 707. Den ligger på ön Mauritius.
Terrängen runt The Vale är platt. Havet är nära The Vale åt nordväst. Runt The Vale är det tätbefolkat, med 913 invånare per kvadratkilometer. Närmaste större samhälle är Port Louis, 17,5 km sydväst om The Vale. Omgivningarna runt The Vale är en mosaik av jordbruksmark och naturlig växtlighet.